# Polyhistor (livre)
Pour les articles homonymes, voir Polyhistor.
Le Polyhistor, ou Collectanea Rerum Memorabilium ou encore De mirabilibus mundi (Des merveilles du monde) est une sorte d'encyclopédie ou de résumé de la science antique dû à l'auteur romain Solin (IIIe siècle ou IVe siècle).

## Histoire
Cet ouvrage fut l'un des éléments principaux du Trésor de Brunetto Latini avant d'être perdu, mais dont un certain nombre d'éléments ont été maintes fois copiés ou recopiés. De plus, selon plusieurs auteurs de la Renaissance, un moine l'aurait abrégé en lui donnant une forme poétique en latin, avant le VIe siècle selon G. J. Vossius, ou plus tardivement, selon Fabricius. Ce dernier cite le témoignage de Petrus Diaconus, qui attribue à son homonyme Pierre le Diacre l'interprétation en vers du polygraphe romain.
L'original de cette version poétique est perdu, mais des extraits (Solini excerpta) en ont été retrouvés à la Bibliothèque royale de Belgique dans un codex réunissant 8 opuscules conservés sous le n° 8885 de l'Inventaire des manuscrits.
Un autre codex de la Bibliothèque nationale de France, coté n° 8519, renferme les vingt-deux vers du même tome XVI (avec certaines différences) du Ponticon de J. Solin. L'étude de ces fragments semble indiquer que l'auteur serait Thierry (Theodericus) et non Pierre le Diacre. Thierry aurait pu être un moine d'origine allemande ayant vécu dans le couvent du Mont-Cassin vers 1040. Quant à Étienne, dont il cite les encouragements, il aurait pu être un moine de ses confrères nommé Frédéricus puis renommé Étienne, devenu abbé puis pape en 1057.